# Eduardo Guerrero (piłkarz)
Eduardo Antonio Guerrero Lozcano (ur. 21 lutego 2000 w mieście Panama) – panamski piłkarz występujący na pozycji napastnika lub skrzydłowego, reprezentant Panamy, od 2024 roku zawodnik ukraińskiego Dynama Kijów.

## Kariera klubowa
Guerrero jest wychowankiem klubu Chorrillo FC. Do pierwszej drużyny został włączony już w wieku szesnastu lat przez szkoleniowca Luisa Maughna i w Liga Panameña zadebiutował 23 stycznia 2017 w wygranym 1:0 spotkaniu z Atlético Nacional. W jesiennym sezonie Apertura 2017 wywalczył z Chorrillo tytuł mistrza Panamy, z racji młodego wieku pełniąc niemal wyłącznie rolę rezerwowego. W lutym 2018 udał się na testy do FC Porto.

## Kariera reprezentacyjna
W kwietniu 2017 Guerrero został powołany przez Juana Carlosa Cubillę do reprezentacji Panamy U-17 na Mistrzostwa Ameryki Północnej U-17. Tam był kluczowym zawodnikiem swojej drużyny, rozgrywając wszystkie pięć meczów w wyjściowym składzie i strzelił cztery gole – w rundzie grupowej dwa z Hondurasem (4:2) i jednego z Curaçao (1:0) oraz jednego w rundzie finałowej z Kostaryką (1:2). Panamczycy – pełniący wówczas rolę gospodarzy – zakończyli swój udział w turnieju na rundzie finałowej i nie zakwalifikowali się na Mistrzostwa Świata U-17 w Indiach.
W listopadzie 2017 Guerrero znalazł się w ogłoszonym przez Jorge Dely Valdésa składzie olimpijskiej reprezentacji Panamy U-23 na Igrzyska Ameryki Środkowej w Managui. Wystąpił wówczas w obydwóch spotkaniach (z czego w jednym w pierwszym składzie), a jego kadra odpadła z męskiego turnieju piłkarskiego w fazie grupowej.
W seniorskiej reprezentacji Panamy Guerrero zadebiutował za kadencji selekcjonera Hernána Darío Gómeza, 24 października 2017 w wygranym 5:0 meczu towarzyskim z Grenadą.